# Philippine Basketball Association
Philippine Basketball Association (PBA) är den professionella basketligan (för män) i Filippinerna. Det är den första och äldsta professionella basketligan i Asien och den näst äldsta i världen efter NBA. Ligans regler utgår både från FIBA och från NBA. Ligan grundades i Quezon City den 9 april 1975. De tio lagen i serien ägs av olika företag och lagen har ingen hemmaplan. 

## Inga säsongsmästare, men konferens-mästare
I PBA koras ingen säsongsmästare. Istället är säsongen uppdelad i konferenser (turneringar) där de tio lagen tävlar om konferens-cupen. Vinnarna av konferens-cupen möter inte varandra i slutet av säsongen, istället blir alla konferens-mästare ligamästare. Dock finns det en konferens som är mest prestigefylld under året, och det är All-Filipino conference. 

## Lagen
Alla lag, som drivs i form av franchise, ägs av företag och de tillhör inte en speciell stad eller region. Med andra ord har de ingen hemmaplan och ligan hyr olika sportstadion allt eftersom. Lagens namn är ofta uppdelade på tre delar, först företagets namn, sen produktens namn och slutligen ett smeknamn (som oftast har samband med företaget). Exempelvis så är San Miguel Beermen ett lag som ägs av San Miguel Corporation, där "beermen" anspelar på företagets produkt San Miguel Beer. 

### Fotnoter
1. ↑  Bartholomew, Rafe. "Pacific Rims". New American Library, 2010, p. 13.
2. ↑  Bartholomew 2010, p. 13.